# Грачов Олексій Георгійович
Олексі́й Гео́ргійович Грачо́в (24 квітня 1977 — 29 серпня 2014) — полковник (посмертно) Збройних сил України. Начальник відділу підготовки військ, оперативне командування «Південь».

## Біографія
Народився у Воронежі. Коли Олексій був малим, родина переїхала до Очакова. Виріс в місті Очакові Миколаївської області. У 1994 році з відзнакою закінчив Очаківську середню школу № 1, і також з відзнакою — дитячу музичну школу. У 1998 році з «червоним» дипломом закінчив загальновійськовий факультет Одеського інституту Сухопутних Військ. У 2008 році закінчив Національний університет оборони України імені Івана Черняховського. Написав дисертаційну роботу на звання кандидата військових наук, але захистити її не встиг. З 2012 року — начальник штабу, 1-й заступник командира окремої механізованої бригад. З грудня 2013 року — начальник відділу підготовки штабу оперативного командування «Південь».
З березня по липень 2014 року виконував бойове завдання з прикриття державного кордону в Луганській області. Координував дії ротних тактичних груп 93-й окремої механізованої бригади, завдяки яким неодноразово припинялося незаконне перетинання Державного кордону України. Під його керівництвом був створений бойовий порядок, система вогню та інженерних огорож, встановлено взаємодію з державними органами місцевого самоврядування, з підрозділами Державної прикордонної служби України.
В серпні 2014 провів величезну роботу зі зміцнення бойової техніки броньованою сіткою проти кумулятивних снарядів, займався подальшим навчанням особового складу. Завдяки спільним зусиллям з Фондом соціального розвитку міста Дніпропетровська вдалося поставити бронь на 10 одиниць БМП-2.
19 серпня 2014 начальник відділу підготовки військ управління оперативного командування «Південь» Грачов О. Г. вивів колону військової техніки з військового містечка Черкаське Дніпропетровської області, очолив її і взяв курс на Донецьк.
Під час восьмиденних виснажливих кровопролитних боїв, будучи пораненим осколком в ногу, залишався на своєму бойовому посту. Після наказу виводити бойову техніку з оточення, очолив колону 93-ї бригади і почав прорив з «Іловайського котла». Його бойова машина піхоти (БМП-2), яка йшла першою, була розстріляна з РПГ супротивника поміж селами Многопілля та Червоносільське. Від прямого влучення Олексій Георгійович отримав осколкове поранення в живіт, яке було несумісним з життям.
Вдома залишилися мама, дружина Олена та донька Ольга 2011 р. н. Похований в смт Чорноморське Лиманський район (Одеська область) Одеська область.

## Нагороди
- Орден Богдана Хмельницького ІІ ст. (посмертно) (31 жовтня 2014) — за особисту мужність і героїзм, виявлені у захисті державного суверенітету та територіальної цілісності України, вірність військовій присязі[2]
- Орден Богдана Хмельницького ІІІ ст. (15 липня 2014) — за особисту мужність і героїзм, виявлені у захисті державного суверенітету та територіальної цілісності України[3]
- Медаль «15 років Збройним Силам України»;
- Медаль «За сумлінну службу» ІІІ ст.

## Вшанування пам'яті
- 30 квітня 2015 року у ЗОШ № 1 м. Очаків, де вчився Олексій Грачов, відбулося урочисте відкриття меморіальної дошки військовику.[4]
- Іловайський Хрест (посмертно)
- Його портрет розміщений на меморіалі «Стіна пам'яті полеглих за Україну» у Києві: секція 4, ряд 3, місце 2
- Вшановується 29 серпня на щоденному ранковому церемоніалі вшанування українських захисників, які загинули цього дня у різні роки внаслідок російської збройної агресії[5]